# La Croix-en-Touraine
La Croix-en-Touraine és un municipi francès, situat al departament de l'Indre i Loira i a la regió de Centre – Vall del Loira. L'any 2007 tenia 2.168 habitants.

## Demografia

### Població
El 2007 la població de fet de La Croix-en-Touraine era de 2.168 persones. Hi havia 895 famílies, de les quals 202 eren unipersonals (83 homes vivint sols i 119 dones vivint soles), 344 parelles sense fills, 305 parelles amb fills i 44 famílies monoparentals amb fills.
La població ha evolucionat segons el següent gràfic:
Habitants censats

### Habitatges
El 2007 hi havia 1.006 habitatges, 884 eren l'habitatge principal de la família, 70 eren segones residències i 52 estaven desocupats. 958 eren cases i 36 eren apartaments. Dels 884 habitatges principals, 705 estaven ocupats pels seus propietaris, 170 estaven llogats i ocupats pels llogaters i 9 estaven cedits a títol gratuït; 9 tenien una cambra, 53 en tenien dues, 160 en tenien tres, 268 en tenien quatre i 394 en tenien cinc o més. 778 habitatges disposaven pel capbaix d'una plaça de pàrquing. A 342 habitatges hi havia un automòbil i a 461 n'hi havia dos o més.

### Piràmide de població
La piràmide de població per edats i sexe el 2009 era:
| Homes | Edats   | Dones |
| ----- | ------- | ----- |
| 4     | 95 o +  | 0     |
| 4     | 90 a 94 | 16    |
| 8     | 85 a 89 | 36    |
| 16    | 80 a 84 | 4     |
| 32    | 75 a 79 | 44    |
| 44    | 70 a 74 | 52    |
| 56    | 65 a 69 | 52    |
| 56    | 60 a 64 | 40    |
| 52    | 55 a 59 | 40    |
| 88    | 50 a 54 | 84    |
| 76    | 45 a 49 | 76    |
| 72    | 40 a 44 | 80    |
| 44    | 35 a 39 | 48    |
| 52    | 30 a 34 | 76    |
| 80    | 25 a 29 | 60    |
| 44    | 20 a 24 | 72    |
| 44    | 15 a 19 | 68    |
| 80    | 10 a 14 | 60    |
| 56    | 5 a 9   | 64    |
| 40    | 0 a 4   | 40    |

## Economia
El 2007 la població en edat de treballar era de 1.392 persones, 1.022 eren actives i 370 eren inactives. De les 1.022 persones actives 948 estaven ocupades (510 homes i 438 dones) i 74 estaven aturades (30 homes i 44 dones). De les 370 persones inactives 178 estaven jubilades, 119 estaven estudiant i 73 estaven classificades com a «altres inactius».

### Ingressos
El 2009 a La Croix-en-Touraine hi havia 905 unitats fiscals que integraven 2.221 persones, la mediana anual d'ingressos fiscals per persona era de 19.115 €.

### Activitats econòmiques
Dels 79 establiments que hi havia el 2007, 2 eren d'empreses extractives, 3 d'empreses alimentàries, 4 d'empreses de fabricació d'altres productes industrials, 13 d'empreses de construcció, 17 d'empreses de comerç i reparació d'automòbils, 3 d'empreses de transport, 5 d'empreses d'hostatgeria i restauració, 1 d'una empresa d'informació i comunicació, 1 d'una empresa financera, 2 d'empreses immobiliàries, 10 d'empreses de serveis, 12 d'entitats de l'administració pública i 6 d'empreses classificades com a «altres activitats de serveis».
Dels 19 establiments de servei als particulars que hi havia el 2009, 1 era una oficina de correu, 4 tallers de reparació d'automòbils i de material agrícola, 4 paletes, 1 guixaire pintor, 3 lampisteries, 2 electricistes, 3 perruqueries i 1 restaurant.
Dels 3 establiments comercials que hi havia el 2009, 1 era una botiga de més de 120 m² i 2 fleques.
L'any 2000 a La Croix-en-Touraine hi havia 30 explotacions agrícoles que ocupaven un total de 480 hectàrees.

## Equipaments sanitaris i escolars
L'únic equipament sanitari que hi havia el 2009 era una farmàcia.
El 2009 hi havia 1 escola maternal i 1 escola elemental.

## Poblacions més properes
El següent diagrama mostra les poblacions més properes.